# Heeser Addition
Heeser Addition – obszar niemunicypalny w Mendocino County, w Kalifornii (Stany Zjednoczone), na wysokości 95 m.